# Челесте Пін
Челесте Пін (італ. Celeste Pin; 25 квітня 1961, Колле-Умберто — 22 липня 2025, Флоренція) — італійський футболіст, що грав на позиції захисника. По завершенні ігрової кар'єри — спортивний функціонер.
Виступав за молодіжну збірну Італії.

## Клубна кар'єра
Вихованець футбольної школи клубу «Перуджа». Дорослу футбольну кар'єру розпочав 1979 року в основній команді того ж клубу, в якій провів три сезони, взявши участь у 70 матчах чемпіонату.
Своєю грою за цю команду привернув увагу представників тренерського штабу клубу «Фіорентина», до складу якого приєднався 1982 року. Відіграв за «фіалок» наступні дев'ять сезонів своєї ігрової кар'єри. Більшість часу, проведеного у складі «Фіорентини», був основним гравцем захисту команди.
Протягом 1991—1995 років захищав кольори команди клубу «Верона».
Завершив професійну ігрову кар'єру у клубі «Сієна», за команду якого виступав протягом 1995—1996 років.

## Виступи за збірну
Протягом 1980—1984 років залучався до складу молодіжної збірної Італії. На молодіжному рівні зіграв у 12 офіційних матчах.